# Ptahmosé (vizir d'Amenhotep III)
Pour les articles homonymes, voir Ptahmose.
 (janvier 2024).
Si vous disposez d'ouvrages ou d'articles de référence ou si vous connaissez des sites web de qualité traitant du thème abordé ici, merci de compléter l'article en donnant les références utiles à sa vérifiabilité et en les liant à la section « Notes et références ».
Ptahmosé était grand prêtre d'Amon et vizir du Sud du pharaon Amenhotep III (XVIIIe dynastie).
Certains historiens le placent durant la fin du règne en 1378 (avant notre ère) ou voient en lui le personnage biblique de Moïse. D'autres le placent plutôt dans la première partie du règne d'Amenhotep III.

## Vie
Ramosé lui succéda dans la charge de vizir du Sud, et les nombreux documents au nom de Ptahmosé dispersés dans les principales collections égyptologiques du monde ne donnent pas de dates ultérieures à l'an 28-30 du règne du roi.
De plus une stèle conservée au Musée des Beaux-Arts de Lyon  permet de mieux connaître ce personnage qui cumula - fait rare - les charges de vizir, de maire de Thèbes et de grand prêtre d'Amon. Si la provenance de cette stèle n'est pas indiquée dans les archives du musée, elle nous apporte de précieux renseignement sur la carrière de Ptahmosé. Premier fait important cette stèle est érigée sous le règne d'Amenhotep III, son cartouche apparaissant dans le cintre.
Cette stèle fut probablement déposée en ex-voto en Abydos par la famille de Ptahmosé. En effet, le texte de la stèle comprend les formules laudatives classiques adressées à Osiris ainsi que le souhait que Ptahmosé puisse profiter des offrandes faites au dieu dans son temple ce qui favorise l'interprétation de la destination du monument à être placé dans le sanctuaire du dieu plutôt que dans la tombe du vizir.
Celui-ci est décédé au moment où la stèle est exécutée car il est qualifié de justifié, terme caractéristique attribué au défunt qui est représenté en costume de grand prêtre en adoration devant Osiris. Ptahmosé s'adresse au lecteur en une suite de formules dans le style de la confession négative, formules une fois de plus classiques utilisées par les défunts pour se présenter au dieu et le texte précise notamment que l'aménagement de la tombe de Ptahmosé fut faite aux frais du roi et qu'il a rejoint son monument funéraire dans la cité d'éternité, son lieu de résidence définitive.
Un long texte biographique apporte des précisions sur sa carrière et au registre inférieur ses sept enfants sont représentés avançant devant leurs parents dans une attitude typique des scènes d'offrandes funéraires.
Ainsi cette stèle nous apprend que l'épouse de Ptahmosé se nommait Apeny qui était encore en vie au moment de l'érection de la stèle, son nom et ses titres n'étant pas suivis du qualificatif réservé aux défunts cité plus haut. Leurs enfants étaient respectivement, Thoutmosé, premier prophète d'Horus, et Houy, le fils cadet dont les titres et fonctions ne sont pas précisés. Suivent Néfertari, Moutemouia, Hemitneter, Moutnefert et une seconde Néfertari, leurs cinq filles qui toutes occupèrent la charge de musiciennes d'Amon.
Il est probable qu'Houy et la seconde Néfertari était encore des enfants ou de jeunes adolescents au moment des faits ce qui expliquerait l'absence de titre et de fonction pour le premier ou la représentation nubile de la seconde.